# Diego Albanese
Diego Luis Albanese (ur. 17 września 1973 w Mar del Plata) – argentyński rugbysta, reprezentant Argentyny w rugby union (1995–2004) i rugby 7 (1994–1996, 2001). W latach 2008–2010 selekcjoner argentyńskiej reprezentacji U-20.
Uczestnik Pucharu Świata z lat 1995, 1999 i 2003 oraz Mistrzostw Ameryki Południowej 1997.